# Аполо 7
Аполо 7 (енгл. Apollo 7) је свемирска летелица која је успешно лансирана из Свемирског центра Кенеди поред Кејп Канаверала на Флориди 11. октобра 1968. Летелица је пуштена у орбиту од 227.8 x 283.4 километра (или 123 x 153 наутичке миље).
Примарни циљ Апола 7 било је тестирање погонских мотора, командног и сервисног модула као и тестирање посаде приликом ручног управљања летелицом. Након једанаест дана лета командни модул је прошао бројне тестове, а сви системи на летелици функционисали су онако како је било предвиђено. Погонски систем командногг модула који ће имати задатак избацивања командног модула у месечеву орбиту функционисао је према плану.
Мисија је обишла земљину орбиту 163 пута пе је из орбите послала прве живе телевизијске снимке из свемира које су могли посматрати милиони људи широм света. Летелица је нормално изишла из орбите, ушла у Земљину атмосферу и спустила се у Атлантски океан у близини Бермудског острва са само 2 километра одступања од места гдје је било предвиђено место спуштања.